# Iniesta
Iniesta egy község Spanyolországban, Cuenca tartományban. Iniesta Venta del Moro, Villalpardo, El Peral, Motilla del Palancar, Campillo de Altobuey, Puebla del Salvador, Graja de Iniesta, Castillejo de Iniesta, Villarta, Minglanilla, El Herrumblar, Ledaña, Villagarcía del Llano, Villanueva de la Jara és Villamalea községekkel határos. Lakosainak száma 4525 fő (2024).

## Népesség
A település népessége az utóbbi években az alábbiak szerint változott:
| Lakosok száma | 4132 | 4284 | 4412 | 4685 | 4679 | 4448 | 4330 | 4305 | 4355 | 4525 |
|               | 2001 | 2004 | 2006 | 2009 | 2011 | 2014 | 2016 | 2019 | 2021 | 2024 |